# Clematis patens 'Evipo017'
Cultivar
La clématite patens 'Evipo017'  est un cultivar de clématite obtenu en 1998 par Raymond Evison et Mogens Olesen en Angleterre. Elle porte le nom commercial de clématite patens Angelique 'Evipo017'.

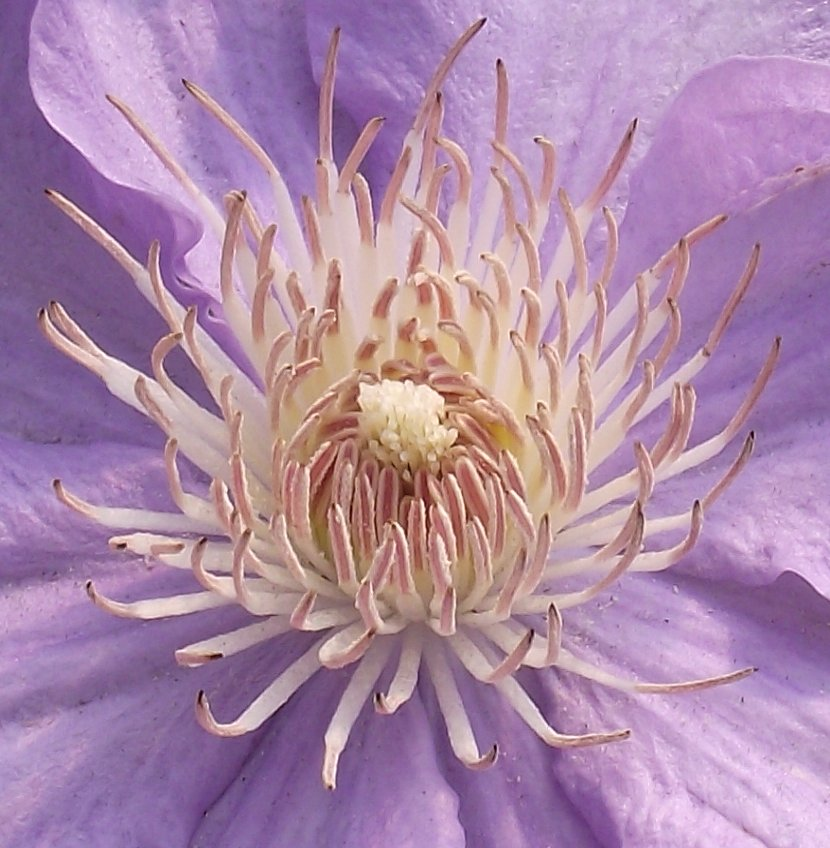
Étamines et stigmates de clematite Angelique.

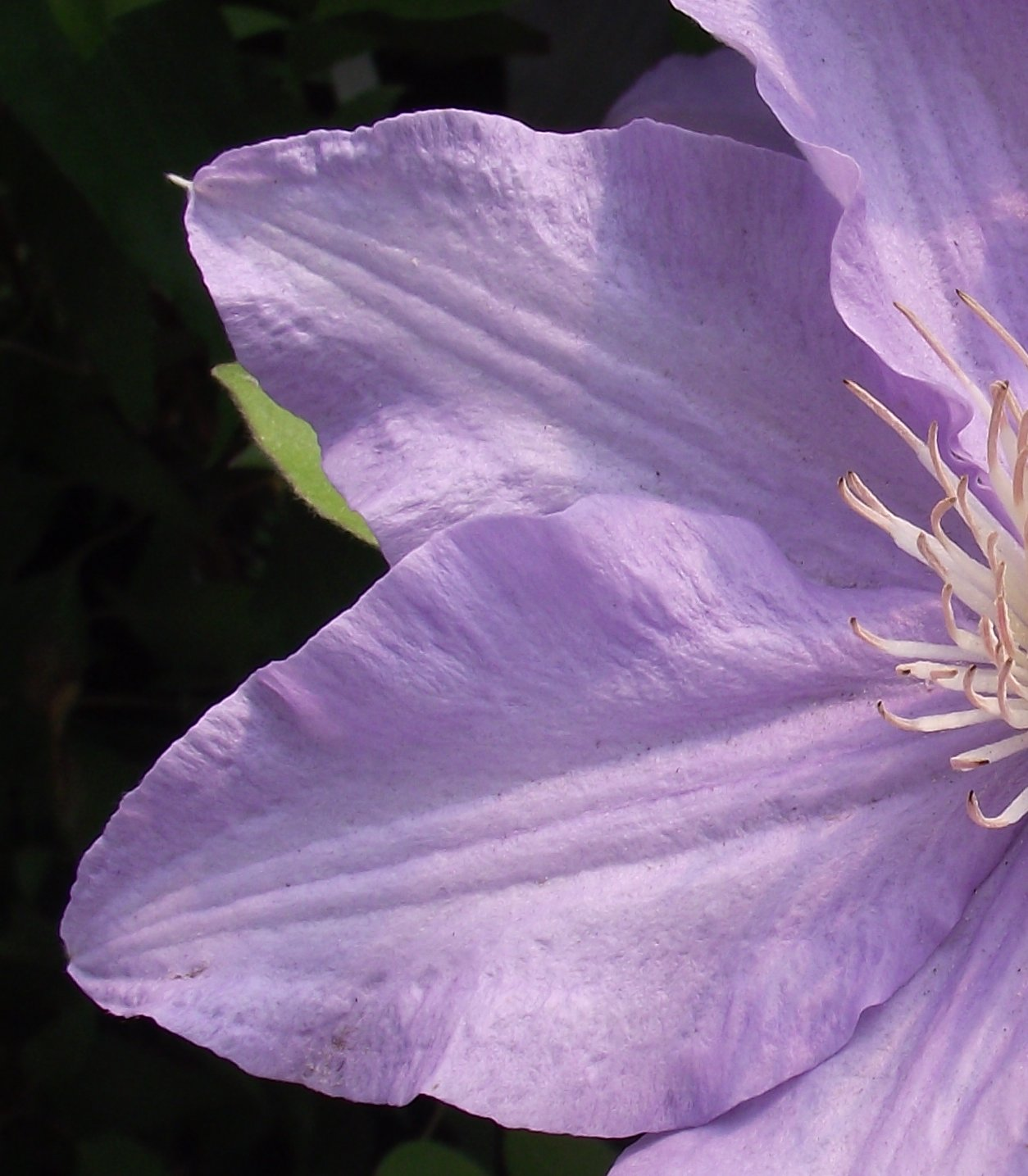
Sépales de clématite Angelique.

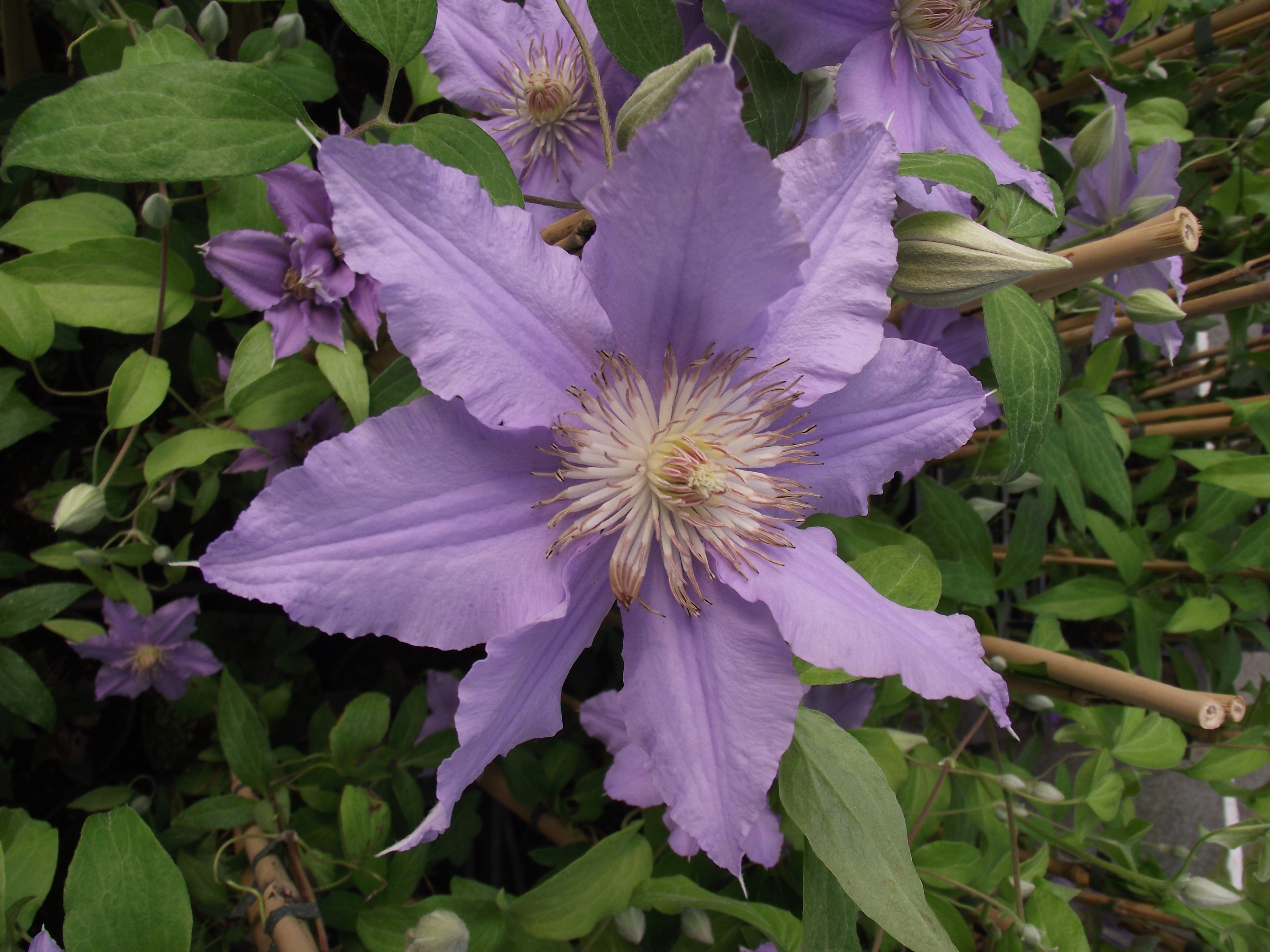
Clematis patens Angelique 'Evipo017'.

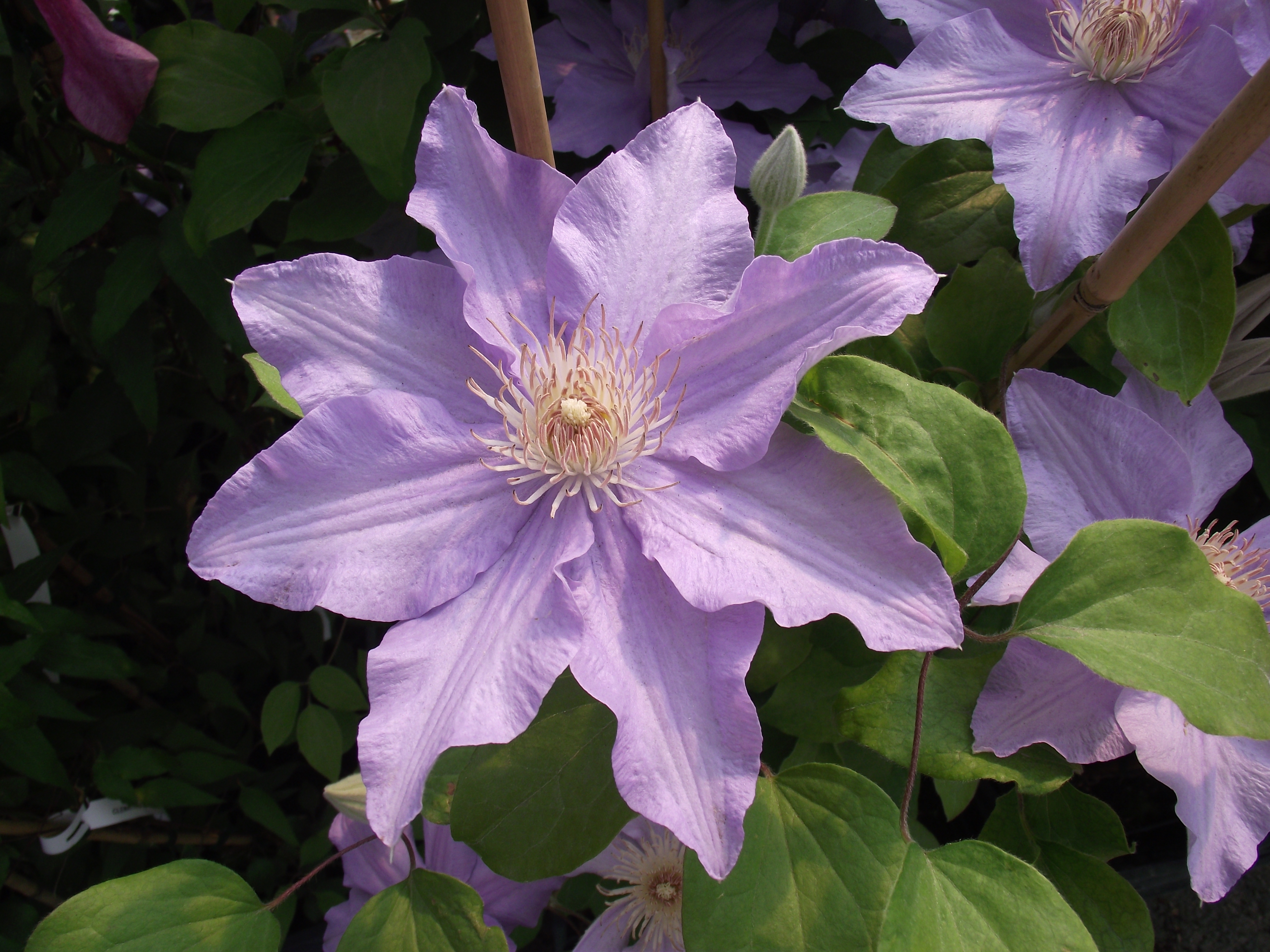
Clematis patens Angelique 'Evipo017'.

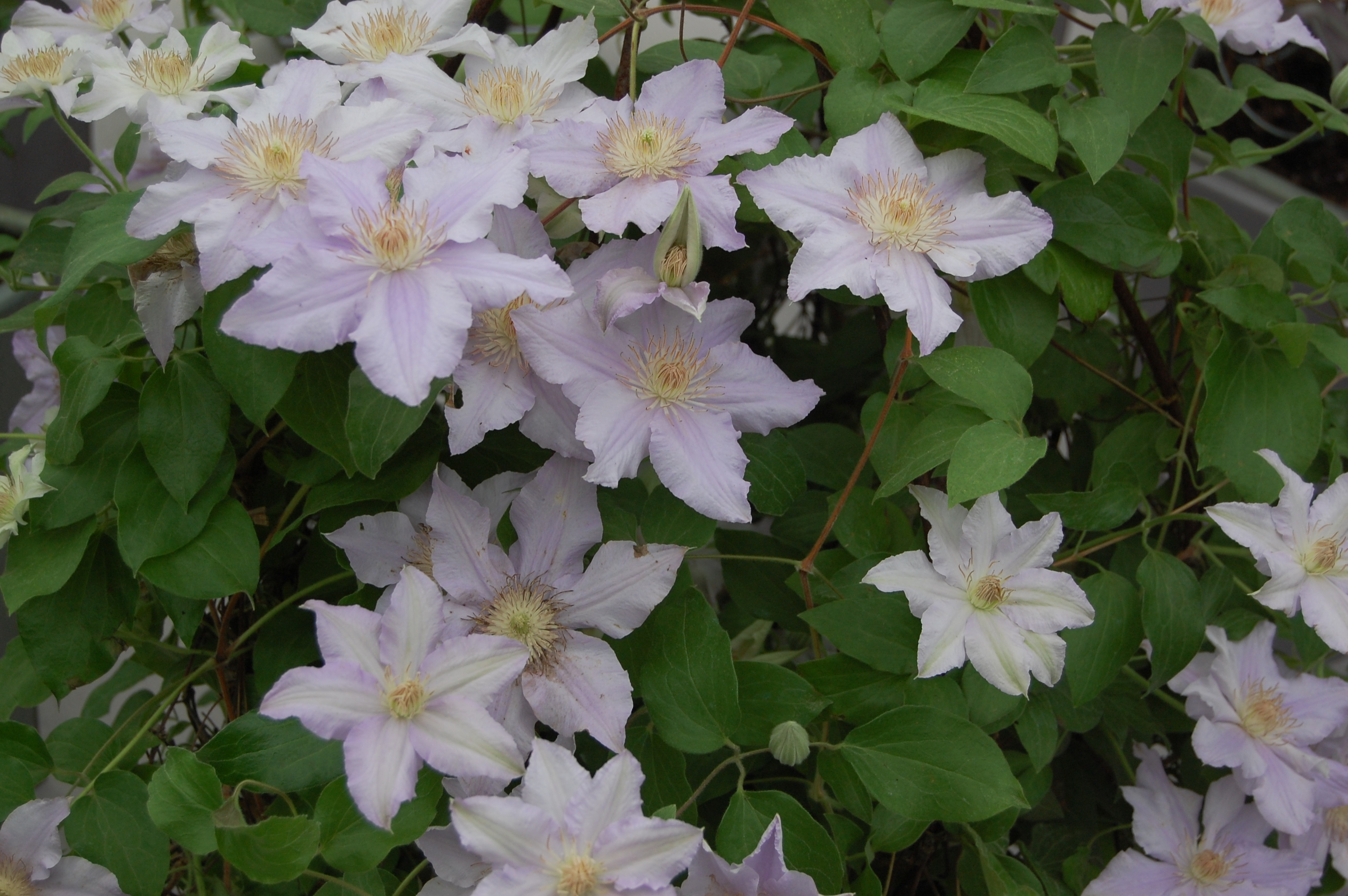
Clematis 'Angelique'.

La clématite Angelique a été commercialisée à partir de 2002 par les pépinières Guernsey clematis nursery de Raymond Evison.

## Description
Cette clématite fait partie du groupe 2, ce qui signifie que ce cultivar donnera une floraison printanière sur la pousse de l'année précédente et une seconde à l'automne sur les pousses de l'année.

### Feuilles
Les feuilles caduques de cette clématite sont parfois simples, parfois alternes et trifoliées. en moyenne elles mesurent 10 cm

### Tiges
Les tiges de la clématite Angélique apparaissent de couleur verte sur les pousses de l'année, en vieillissant le bois se durcit et devient rougeâtre et marron.

### Fleurs
La clématite Angélique produit une fleur de taille moyenne bleu clair avec une médiane légèrement plus foncée pouvant atteindre 20 cm. Les fleurs de ce cultivar apparaissent la plupart du temps sur l'ensemble de la plante en mai et juin pour la floraison printanière et en septembre pour la floraison d'automne. Lors de la fanaison la couleur des sépales vire légèrement au bleu pâle.

#### Bouton floral et pédoncule
Le bouton floral d'Angélique est allongé et ovoïde d'environ 4 à 5 cm, de couleur vert/gris à un quart de son ouverture. le pédoncule quant à lui mesure environ 11 à 15 millimètres, de couleur verte également.

#### Sépales
Les sépales de 'Evipo017' sont au nombre de six à huit, chevauchants, ovés, plats à concaves en coupe transversale, plats à modérément réfléchis en coupe longitudinale, non tordus, à sommet cuspidé, à base de type 1, à marge fortement ondulée.

#### Étamines et stigmates
Angélique possède des  étamines de couleur jaune or et des stigmates de la même couleur.

#### Parfum
Cette clématite n'a pas de parfum.

## Obtention
L'objectif de la création de ce nouveau cultivar était de produire une plante avec une grande fleur colorée, un port très droit et une floraison compacte, idéaux pour la culture en pot. Le but a été atteint pour les obtenteurs Raymond Evison et Mogens Olesen. Angélique a été obtenue par le croisement de clématite napaulensis et de clématite patens 'Sylver Moon'.
'Evipo017' est issue d'un croisement contrôlé entre deux semis non identifiés, réalisé à Guernesey, au Royaume-Uni, au printemps 1995. Les graines résultant de ce croisement ont été semées en janvier 1996, et les semis ont été évalués l'été suivant dans des conditions contrôlées. À la suite de l'évaluation initiale des semis, la nouvelle variété a été sélectionnée et a reçu un code de lignée généalogique. Sa multiplication a été assurée par bouturage. Le but visé était de créer une nouvelle variété à fleurs violet clair présentant les caractéristiques suivantes : port compact, floraison abondante et multiple, aptitude à la culture en récipients et qualité de la floraison chez les jeunes plantes.
Les essais de 'Evipo017' ont été réalisés au printemps et à l'été 2008 à Saint-Thomas, en Ontario. Ces essais ont porté sur 6 sujets de chaque variété, obtenus de plants à racines nues plantés dans des pots de 11,5 cm le 10 décembre 2006 et cultivés dans une serre en polyéthylène, puis repiqués au champ le 29 mai 2007, avec un espacement de 0,6 m, et élevés sur treillis. Les observations et mesures ont été faites le 27 juin 2008 sur dix parties de plante de chaque variété. Les couleurs ont été déterminées à l'aide du RHS Colour Chart de 2001.

## Protection
'Evipo017' est protégé par l'Union pour la protection des obtentions végétales sous licence PBR & PPaf et portant le numéro 2006044 obtenue le 13 mars 2006. Le nom commercial 'Angélique' est protégé par une licence trademark.

## Culture

### Plantation
La clématite Angélique a été produite pour une culture en pot, mais elle s'adapte très bien en pleine terre également. Elle doit être plantée dans un mélange drainant, fertile et léger. Les racines préfèrent  un sol frais et ombragé.

### Croissance
À taille adulte cette clématite dispose d'une croissance importante entre 1 et 2 mètres.

### Floraison
Angélique fleurit deux fois par an sur la pousse de l'année précédente du mois de mai et juin pour la floraison printanière et en septembre pour la floraison sur le bois de l'année de l'automne. Elle fait partie du groupe 2.

### Utilisations
Angélique est parfait pour les pergolas, treillis, tonnelles et clôtures. Elle peut aussi grimper sur des supports naturels tels que les feuillus, des conifères et des arbustes.

### Taille
La clématite Angélique a besoin d'une taille annuelle, souvent au mois de mars mais à toute période de repos végétatif. Elle demande une taille modérée, c'est-à-dire une taille de 30 cm ou un tiers des branches.

### Résistance
Cette clématite résiste à des températures jusqu'à moins 20 degrés Celsius.

### Maladies et ravageurs
La clématite Angélique est sensible à l'excès d'eau ce qui pourrait provoquer une pourriture du collet de la plante et ainsi la mort de la clématite. Elle peut également souffrir d'apoplexie due à un champignon appelé Ascochyta clematidina, provoquant un flétrissement brutal des feuilles. Pour combattre ce champignon la terre doit être remplacée sur 20 cm et l'excès d'eau doit être proscrit.
Les limaces peuvent également s'attaquer à cette clématite et notamment aux jeunes pousses du printemps.